# National Invitation Tournament 2022
Il National Invitation Tournament 2022 è stata la 84ª edizione del torneo. Si è disputato dal 15 marzo al 31 marzo 2022. La final four è stata giocata al Madison Square Garden di New York. Ha vinto il titolo la Xavier University, allenata da Jonas Hayes. Miglior giocatore del torneo è stato eletto Colby Jones.

## Risultati

### Final Four
|  | Semifinali         | Semifinali         | Semifinali       |                  |                   | Finale            | Finale | Finale |  |
|  |                    |                    |                  |                  |                   |                   |        |        |  |
|  | St. Bonav. Bonnies | St. Bonav. Bonnies | 77               |                  |                   |                   |        |        |  |
|  | St. Bonav. Bonnies | St. Bonav. Bonnies | 77               |                  |                   |                   |        |        |  |
|  | Xavier Musketeers  | Xavier Musketeers  | 84               |                  |                   |                   |        |        |  |
|  | Xavier Musketeers  | Xavier Musketeers  | 84               |                  | Xavier Musketeers | Xavier Musketeers | 73     |        |  |
|  |                    |                    |                  |                  | Xavier Musketeers | Xavier Musketeers | 73     |        |  |
|  |                    |                    | Texas A&M Aggies | Texas A&M Aggies | 72                |                   |        |        |  |
|  | Wash. St. Cougars  | Wash. St. Cougars  | Texas A&M Aggies | Texas A&M Aggies | 72                | 56                |        |        |  |
|  | Wash. St. Cougars  | Wash. St. Cougars  |                  |                  |                   |                   |        |        |  |
|  | Texas A&M Aggies   | Texas A&M Aggies   | 72               |                  |                   |                   |        |        |  |

## Squadra vincitrice
|    | Naz.                   | Ruolo | Sportivo        |  | Alt. |  |  |
| -- | ---------------------- | ----- | --------------- |  | ---- |  |  |
| 1  | Stati Uniti (bandiera) | G     | Paul Scruggs    |  | 196  |  |  |
| 3  | Stati Uniti (bandiera) | A     | Colby Jones     |  | 198  |  |  |
| 5  | Stati Uniti (bandiera) | G     | Adam Kunkel     |  | 193  |  |  |
| 14 | Stati Uniti (bandiera) | A     | Ben Stanley     |  | 198  |  |  |
| 24 | Stati Uniti (bandiera) | C     | Jack Nunge      |  | 213  |  |  |
| 32 | Stati Uniti (bandiera) | A     | Zach Freemantle |  | 206  |  |  |

- Allenatore: Travis Steele